# Сапогов, Борис Алексеевич
Борис Алексеевич Сапогов (1914, Илёв, Ардатовский уезд, Нижегородская губерния — 13 декабря 1988, Архангельск)— советский хозяйственный, государственный и политический деятель.

## Биография
Родился в 1914 году в селе Илёв. Член КПСС с 1932 года.
С 1930 года — на хозяйственной, общественной и политической работе. В 1930—1975 гг. — ученик токаря, на комсомольской работе, фрезеровщик, мастер, начальник смены и цеха на заводе «1 Мая», первый секретарь Сталинского, Ждановского, Малмыжского и Котельничского райкомов партии Кировской области, инструктор отдела партийных, профсоюзных и комсомольских органов в аппарате ЦК ВКП(б), заведующий отделом партийных органов обкома КПСС, первый секретарь Архангельского горкома КПСС, заведующий организационно-инструкторским отделом Архангельского облисполкома, первый секретарь Приморского райкома КПСС, секретарь парткома Приморской сельской партийной организации, заведующий Архангельским областным отделом социального обеспечения.
Делегат XIX съезда КПСС.
Умер 13 декабря 1988 года в Архангельске.